# Пуапуа, Томаси
Сэр Томаси Пуапуа (англ. Tomasi Puapua, род. 10 сентября 1938) (кавалер орденов Михаила и Георгия, Британской Империи), политик из Тувалу. Занимал посты премьер-министра Тувалу в 1981—1989, генерал-губернатора Тувалу в 1998—2003 годах.

## Биография
Учился в Медицинской школе Фиджи и Медицинской школе Университета Отаго. Женился на Риане Пуапуа.
Был вторым премьер-министром Тувалу с 8 сентября 1981 года по 16 октября 1989 года. В стране, где часто сменяется глава правительства, Пуапуа дольше всех занимал пост премьер-министра.
Первые выборы после обретения независимостисостоялись 8 сентября 1981 года. Томаси Пуапуа был избран премьер-министром. Он был переизбран на всеобщих выборах, состоявшихся 12 сентября 1985 года, и продолжил занимать пост премьер-министра.
Следующие всеобщие выборы состоялись 26 марта 1989 года. Бикенибеу Паэниу сменил Томаси Пуапуа.
После всеобщих выборов, состоявшихся 25 ноября 1993 года, члены парламента поровну разделились в своей поддержке действующего премьер-министра Бикенибеу Пэниу и Томаси Пуапуа. Вследствие этого генерал-губернатор распустил парламент 22 сентября, и 25 ноября 1993 года состоялись следующие выборы. 10 декабря 1993 года парламент избрал Камута Латаси премьер-министром.
Был избран спикером парламента Тувалу во время правления Камута Латаси с 1993 по 1998 год.
С 1998 года по 2003 год занимал пост генерал-губернатора Тувалу в качестве представителя Елизаветы II, королевы Тувалу, что является более высокой должностью в протокольном плане, но носит более церемониальный характер. Согласно Конституции Тувалу монархом и главой государства является Её Величество Королева Великобритании Елизавета II.

## Награды
В 1998 году стал Рыцарем-Командором Ордена Британской империи (KBE) за заслуги перед медициной, политикой и обществом.
В 2002 году Пуапуа стал членом Ордена Святых Михаила и Георгия и Тайного совета.